# Aeroportul Keewaywin
Aeroportul Keewaywin (IATA: KEW) este un aeroport din Ontario, Canada.
Situat la o altitudine de 302 m, aeroportul dispune de o singură pistă. Este operat de Government of Ontario⁠(d).